# Siegmund Steiner
Siegmund Steiner, auch Sigmund Steiner (* 15. Jänner 1853 in Linz; † 15. September 1909 in Schöneberg) war ein österreichischer Sänger (Tenor).

## Leben
Steiner war der Sohn des Fellhändlers Samuel Steiner und der Johanna, geborene Allina und soll nach dem Schulbesuch kurz als Kaufmann gearbeitet haben.
Zum Sänger wurde er von Joseph Friedrich Hummel und Heinrich Sontheim ausgebildet. Er debütierte am Stadttheater in Budweis als Ajax in Offenbachs „Schöner Helena“. 1875/76 war er am Linzer Stadttheater, 1876/77 an der Komischen Oper in Wien, 1877/78 am Deutschen Theater Pest engagiert. Danach wechselte er ins Operettenfach und wirkte bis 1882 am Theater an der Wien, um nach einem Gastspiel am Leipziger Stadttheater ans Friedrich-Wilhelmstädtische Theater in Berlin zu gehen. 1883 sang er am Carltheater, danach am Carl-Schultze-Theater in Hamburg, ab 1889 wieder am Friedrich-Wilhelmstädtischen Theater und später an anderen Berliner Bühnen wie dem Metropol-Theater. Bei der Uraufführung von Carl Michael Ziehrers „Die Landstreicher“ 26. Juli 1899 beim Sommertheater Venedig in Wien spielte er den Assessor Roland.
Ein Engagement an der Berliner Oper soll an einem Hautausschlag im Gesicht gescheitert sein. In seinen letzten Jahren besaß er ein eigenes Unternehmen, „mit dem er bis in die letzten Jahre reiste“. Zum Zeitpunkt des Todes war er ohne festen Wohnsitz.
Steiner war zwischen 1893 und 1899 mit der Sängerin Hermine Weiß (* 19. Dezember 1871 in Rudolfsheim; † ?) verheiratet, bei seinem Tod mit Elise, geborene Speth.